# No Boundaries
"No Boundaries" (em português:  "Sem Fronteiras") é o single vencedor da oitava edição da competição musical americana, American Idol, realizada em 2009. Ele foi co-escrito pela jurada do American Idol, Kara DioGuardi, juntamente com Cathy Dennis e Mitch Allan. É o primeiro single do vencedor da competição, Kris Allen, e do vice-campeão Adam Lambert.
Foi apresentado pela primeira vez no dia 19 de Maio de 2009 no American Idol com as performances finais feitas pelo vencedor da temporada Kris Allen, assim como vice-campeão, Adam Lambert. Ambos gravaram suas versões da canção que foram liberadas para download digital em 20 de Maio de 2009.
É o segundo single que foi lançado por ambos em toda a história da competição, vencedor e vice-campeão. O primeiro single foi "Inside Your Heaven" da 4ª temporada, lançado pela vencedora Carrie Underwood e pelo vice-campeão Bo Bice.
É também o segundo single vencedor do American Idol que não está no álbum de estréia do vencedor, depois de Taylor Hicks com o álbum "Do I Make You Proud" lançado em 2006.

## Recepção
A canção em geral recebeu críticas mistas. Entre a versão de Kris Allen e a versão de Adam Lambert, Kris já vendeu mais downloads digitais até à data.
O produtor Nigel Lythgoe descreveu ao ouvir a música como um lado negativo "apenas" na grande final do American Idol. Misha Berson do The Seattle Times chamou a canção "talvez a canção mais desafinada e inspiradora" e "lixo que qualquer American Idol pode fazer com sua última chance de vitória".
A letra da música tem atraído críticas, nomeadamente, como a de Gil Kaufman da MTV descrevendo-os como "um monte de clichês turgidos do Titanic", citando o refrão "a cada passo que você subir outra montanha / cada respiração é mais difícil de acreditar / você vai fazer isso através da dor / tempo do furacão / chegar a uma coisa que / quando você acha que a estrada está indo a lugar nenhum / apenas quando você quase deu sic até em seus sonhos / em seguida, levá-lo pela mão e mostrar que você pode".
A Billboard mostrou cada versão avaliada separadamente. Na versão de Allen, fez uma avaliação mista, dizendo: "Mesmo que Allen cante versos como "não há limites", sua apresentação modesta reconhece implicitamente o que realmente é. E embora ele cante "subir outra montanha" este é um vocalista, que vai atingir esse pico com uma guia, treinando com experientes." Na versão de Adam, fez uma avaliação positiva, dizendo: "Há um pequeno problema em sua voz, mas Adam fica mais confortável como a orquestração que constrói a mente que cresce incompreensívelmente. Lançando com cautela ao vento, e talvez até mesmo deixando o bolo na chuva, Adam mostra sobre este altaneiro que pode deselegantemente ir contra ao tempo e que ele pode ser "o furacão".
Kris vendeu 312.000 cópias.

## Lista de Faixas

### No Boundaries (Single de Kris Allen)
| N.º | Título          | Compositor(es)                            | Produtores(es)   | Duração |  |
| 1.  | "No Boundaries" | Kara DioGuardi, Cathy Dennis, Mitch Allan | Emanuel Kiriakou | 3:30    |  |

### No Boundaries (Single de Adam Lambert)
| N.º | Título          | Compositor(es)                            | Produtores(es)   | Duração |  |
| 1.  | "No Boundaries" | Kara DioGuardi, Cathy Dennis, Mitch Allan | Emanuel Kiriakou | 3:48    |  |

## Desempenho nas paradas musicais
Kris Allen
Kris entrou na Billboard Hot 100 em 29 de Maio de 2009, no #11, vendendo 134.000 downloads pagos digitalmente. Além disso, durante a semana, no mesmo gráfico, a canção fez sua estréia em #27 na Billboard Hot Adult Contemporary.
| Parada musical (2009)                                         | Melhor posição |
| ------------------------------------------------------------- | -------------- |
| Canadá - Canadian Hot 100                                     | 13             |
| Reino Unido - UK Singles Chart                                | 92             |
| Estados Unidos - U.S. Billboard Hot 100                       | 11             |
| Estados Unidos - U.S. Billboard Hot Adult Contemporary Tracks | 23             |
| Estados Unidos - U.S. Billboard Pop 100                       | 26             |

Adam Lambert
Adam entrou na Billboard Hot 100 em 29 de maio de 2009, no #72, com vendas de aproximadamente 36.000 downloads.
| Parada musical (2009)                           | Melhor posição |
| ----------------------------------------------- | -------------- |
| Canadá - Canadian Hot 100                       | 52             |
| Nova Zelândia - New Zealand RIANZ Singles Chart | 38             |
| Estados Unidos - U.S. Billboard Hot 100         | 72             |

## Histórico de lançamento
Ambas as versões
| Páis           | Data               |
| -------------- | ------------------ |
| Áustria        | 20 de Maio de 2009 |
| Canadá         | 20 de Maio de 2009 |
| Estados Unidos | 20 de Maio de 2009 |
| Austrália      | 22 de Maio de 2009 |
| Finlândia      | 22 de Maio de 2009 |
| Reino Unido    | 22 de Maio de 2009 |
| Filipinas      | 26 de Maio de 2009 |
| Suécia         | 26 de Maio de 2009 |